# بوکیلاس (تگزاس)
بوکیلاس (به انگلیسی: Boquillas) یک روستا در ایالات متحده آمریکا است که در شهرستان بروستر، تگزاس واقع شده‌است. بوکیلاس ۵۶۲ متر بالاتر از سطح دریا واقع شده‌است.